# 斯捷普里
50°3′20″N 32°46′12″E / 50.05556°N 32.77000°E
斯捷普里（烏克蘭語：Степурі），是烏克蘭的村落，位於該國中部波爾塔瓦州，由盧布尼區負責管轄，距離奧斯塔皮夫卡2公里，海拔高度129米，2001年該村落人口33。